# Municipio de German (Dakota del Sur)
El municipio de German (en inglés: German Township) es un municipio ubicado en el condado de Hutchinson en el estado estadounidense de Dakota del Sur. En el año 2010 tenía una población de 95 habitantes y una densidad poblacional de 1,05 personas por km².

## Geografía
El municipio de German se encuentra ubicado en las coordenadas 43°17′53″N 97°56′4″O / 43.29806, -97.93444. Según la Oficina del Censo de los Estados Unidos, el municipio tiene una superficie total de 90.87 km², de la cual 90,87 km² corresponden a tierra firme y (0 %) 0 km² es agua.

## Demografía
Según el censo de 2010, había 95 personas residiendo en el municipio de German. La densidad de población era de 1,05 hab./km². De los 95 habitantes, el municipio de German estaba compuesto por el 95,79 % blancos y el 4,21 % eran de una mezcla de razas. Del total de la población el 4,21 % eran hispanos o latinos de cualquier raza.